# Alocodon
Alocodon („srstnatý zub“) byl rod ptakopánvého býložravého dinosaura z kladu Neornithischia, který žil v období pozdní jury (geologický stupeň kimmeridž, před 157 až 152 miliony let) na území dnešního Portugalska.

## Objev a popis
Fosilie dinosaura byly objeveny v sedimentech geologického souvrství Lourinhã a formálně popsány paleontologem Richardem Anthonym Thulbornem v roce 1975.
Objevený materiál sestává pouze z fosilních zubů. Holotyp nese katalogové označení LPFU P X 2. Původně byl jejich původce považován za hypsilofodontida, dnes někteří paleontologové předpokládají, že mohl být tyreoforem.